# Stenocactus obvallatus
Stenocactus obvallatus, con el nombre común de tepenexcomitl,  es una especie de planta fanerógama perteneciente a la familia Cactaceae. 

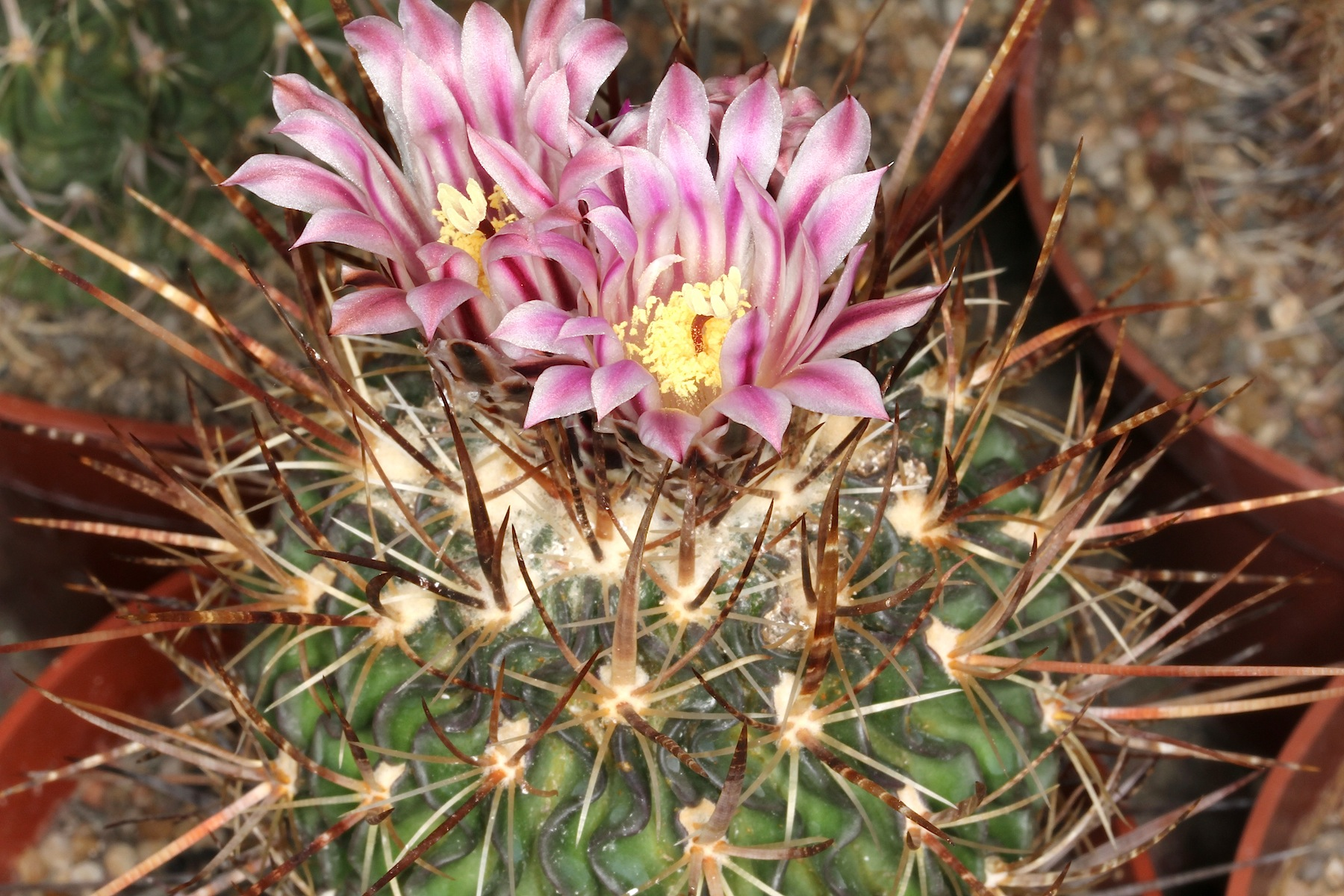
Vista de la planta

## Distribución y hábitat
Es endémica de los estados de México, Hidalgo y Ciudad de México en la parte central de  México. Su hábitat natural son los áridos desiertos pero también se puede encontrar en pastizales secundarios.  Es una especie común en pequeñas áreas localizadas principalmente desde Tepeji del río hasta San Mateo Nopala en Naucalpan.

## Descripción
Es una planta perenne con tallo carnoso y  esférico que alcanza un diámetro de 6-11 centímetros. Sus 30-50 costillas son delgadas y onduladas con las areolas muy amplia. En cada costilla tiene de 2 a 4 areolas. Las 4 espinas centralestienen la parte superior aplanada y ancha, son de color marrón rojizo y de hasta 5 cm de largo y de 3 a 4 milímetros de ancho. Los 4-6 espinas radiales son blancas de hasta 1 cm de largo. Las flores que aparecen en el ápice son de color amarillo pálido a blanco, muy grandes con un centro rojizo. Los pétalos son puntiagudos oblonga. La apariencia de la fruta no se conoce. 

## Taxonomía
Stenocactus obvallatus fue descrita por (DC.) A.Berger ex A.W.Hill y publicado en Index Kewensis 8: 228. 1933.
Etimología
Stenocactus: nombre genérico que deriva de las palabras griegas: στενός stenos que significa "estrecho",  en referencia a las costillas, que son muy delgadas en la mayoría de las especies de este género.
obvallatus: epíteto latíno 
Sinonimia
- Echinocactus obvallatus
- Echinofossulocactus obvallatus
- Echinocactus pentacanthus
- Echinofossulocactus pentacanthus
- Stenocactus pentacanthus
- Echinofossulocactus caespitosus